# 佩服數

以古氏積木演示的佩服數12

在數論中，佩服數，是指若一個正整數除了本身外之所有的因數，存在一個因數{\displaystyle d\,^{\prime }}，將其他不是本身、不是{\displaystyle d\,^{\prime }}的因數相加後，再減掉{\displaystyle d\,^{\prime }}，若等於本身，就稱它為「佩服數」。換句話說佩服數是計算一數的因數和，但其中一個因數是以相反數的形式和其他因數相加，而能得到的值是自己本身的數。有這種性質的數雖未如完全數一般的「完美」，但仍被形容為「令人敬佩的」。
所有大於3的質數的6倍都是佩服數，因此佩服數有無窮多個。

## 定義
一個正整數除了本身外之所有因數，存在一個因數{\displaystyle d\,^{\prime }}，將其他不是本身、不是{\displaystyle d\,^{\prime }}的因數相加後，再減掉{\displaystyle d\,^{\prime }}後，若等於本身，就稱它為是佩服數。
例如12的因數有1、2、3、4、6、12。其中存在一個因數2，使得{\displaystyle (1+3+4+6)-2=12}，同時，12也是最小的佩服數。
更为严格地说，佩服數是指使得公式{\displaystyle \sigma \left(n\right)-2d\,^{\prime }=2n}成立的正整数，其中σ指的是因数和函数，即{\displaystyle n}的所有正因数（包括其本身n）之和。{\displaystyle d\,^{\prime }}是n的其中一個因數。
例如20的因數有1、2、4、5、10、20，其因数和函数的結果為{\displaystyle \sigma \left({20}\right)=1+2+4+5+10+20=42}，存在一個因數1，使得{\displaystyle \sigma \left({20}\right)-1\times 2=20\times 2}，所以20可稱為佩服數。
佩服數是過剩數的一個子集，換句話說所有佩服數都是過剩數。

## 例子
最小的一些佩服數是：
12、 20、 24、 30、 40、 42、 54、 56、 66、 70、 78、 84、 88、 102、 104、 114、 120、 138、 140、 174、 186、 222、 224、 234、 246、 258、 270、 282、 308、 318、 354 ……（OEIS數列A111592）
以上列出的佩服數都是偶数。最小的奇佩服數是945，同時最小的奇過剩數、奇半完全數也是945。
前幾個奇佩服數是：
945、4095、6435、7425、8415、8925、9555、26145、28035、30555、31815、32445、43065、46035、78975、80535、81081、103455、129195 ……（OEIS數列A109729）
連續的佩服數比連續的過剩數還要少。在1012以下，只有兩組連續佩服數，分別是(29691198404, 29691198405)和(478012798575, 478012798576)。
佩服數的分布並不像過剩數那樣，過剩數有著非零的自然密度，而佩服數的成長率非線性的，例如小於100的佩服數有13個、小於1,000的佩服數有65個、小於10,000的佩服數有379個（OEIS數列A109727），其密度隨著數字尺度變大而逐漸減少。
所有大於3的質數的六倍都是佩服數，更精確地說，所有的質數與質因數不含該質數之完全數的乘積都是佩服數。

## 相關的數列

### 盈完全數
有一種與佩服數類似但不太一樣的定義：一個正整數除了本身外之所有因數中，存在一個因數{\displaystyle d\,^{\prime }}，將其他不是本身的因數相加後，再減掉{\displaystyle d\,^{\prime }}，等於本身。有這些性質的前幾個數有：
12、18、20、24、40、56、88、104、120、196、224、234、368、464、650、672、992、1504、……（OEIS數列A153501）
例如18的因數有1、2、3、6、9、18有一個因數3，使得{\displaystyle \left(1+2+3+6+9\right)-3=18}。
有這種性質的數最小的奇數是173369889，同時也是最小的奇擬完全數（OEIS數列A181595），也是目前唯一已知的奇盈完全數，但不是佩服數。
特別的，這些數字正好與盈完全數（Abundant-perfect numbers）重疊，盈完全數的定義為：自己的因數和（不包含自己）減去自己得到的數可以整除自己。
符合這種定義的數未必是佩服數，例如18雖然符合這種定義，但並未符合佩服數的定義，因此18不是佩服數。

### 相容數
薩克斯參考了親和數的定義，定義了一個新的数叫做相容數（compatible numbers），其定義為有一對數字N和M，分別各存在一個因數dN和dM，N將其他不是本身、不是dN的因數相加後，再減掉dN，得到M、而M將其他不是本身、不是dM的因數相加後，再減掉dM，得到N。
例如30和40：
30：2 + 3 + 5 + 6 + 10 + 15 - 1 = 40
40：1 + 2 + 4 + 5 + 8 + 20 - 10 = 30
前幾對相容數是：
(24, 28)、 (30, 40)、 (40, 42)、 (42, 52)、 (48, 60)、 (60, 96)、 (80, 102)、 (80, 104)、……（OEIS數列A109797）和（OEIS數列A109798）

### 虧完全數
有一種與佩服數類似但相反的定義：若一個正整數除了本身外之所有因數，存在一個因數d'，將其他不是本身的因數相加後，再加上d'，等於本身。有這些性質的前幾個數有：
2、4、8、10、16、32、44、64、128、136、152、184、256、512、752、……
例如10的因數有1、2、5、10有一個因數2，使得{\displaystyle (1+2+5)+2=10}
特別的，這些數字正好與虧完全數（Deficient-perfect numbers）重疊，虧完全數的定義為：自己減去自己的因數和（不包含自己）得到的數可以整除自己，在這個定義中1也符合，因為1不含自己的因數和是0，1減去零是1，當然可以整除1。
最小的幾個虧完全數是：
1、2、4、8、10、16、32、44、64、128、136、152、184、256、512、752、884、1024、2048、2144、2272、……（OEIS數列A271816）
所有二的乘冪都是虧完全數，除了二的乘冪之外的虧完全數有：
10、44、136、152、184、752、884、2144、2272、2528、8384、12224、17176、18632、18904、32896、33664、……（OEIS數列A060326）

### 楚姆克勒數
楚姆克勒數（Zumkeller numbers）是指因數可以分為相同總和的兩組數字。例如48的因數可以分為兩組：{1, 3, 4, 6, 8, 16, 24}和{2, 12, 48}，其中1 + 3 + 4 + 6 + 8 + 16 + 24 = 2 + 12 + 48，因此48是一個楚姆克勒數。
所有佩服數都是楚姆克勒數，因為佩服數中的相減因數（即其他因數和減去此因數會等於本身的那個因數）以外的因數存在一個因數，其與佩服數中的相減因數相加後會等於其他因數之和。
前幾個楚姆克勒數是：
6、 12、 20、 24、 28、 30、 40、 42、 48、 54、 56、 60、 66、 70、 78、 80、 84、 88、 90、 96、 102、 104、 108、 112、……（OEIS數列A083207）

## 外部連結
- Charles R Greathouse IV, Table of n, a(n) for n = 1..10000 （页面存档备份，存于）